# تاریخ زبان فرانسوی
فرانسوی زبانی رومی است که از لاتین عامیانه ریشه گرفته و در زیرگروه زبان‌های گالی-رومی قرار دارد. شکل‌های اولیه این زبان شامل فرانسوی باستان و فرانسوی میانه است.

## لاتین عامیانه در گل
لاتین به دلیل حکومت رومیان، به تدریج توسط ساکنان گل پذیرفته شد و همان‌طور که این زبان توسط مردم عادی آموخته شد، ویژگی‌های محلی متمایزی همراه با تفاوت‌های دستوری با لاتینی که در جاهای دیگر صحبت می‌شد، پیدا کرد که برخی از آن‌ها در نوشته‌ها تأیید شده‌است. این گونه محلی به زبان‌های گالو-رومی تکامل یافت که شامل فرانسوی و نزدیک‌ترین خویشاوندان آن مانند آرپیتان می‌شود.
تکامل زبان لاتین در گل با همزیستی آن برای بیش از نیم هزاره در کنار زبان سلتی بومی گلی شکل گرفت که در اواخر سده ششم، مدت‌ها پس از سقوط امپراتوری روم غربی، منقرض شد. در این دوران به جز جمعیت عامه بومی، طبقه بزرگان و نخبگان بومی به فرزندانشان لاتین را در مدارس رومی می‌آموختند. در زمان فروپاشی امپراتوری، این نخبگان محلی به آرامی گلی را به‌طور کامل ترک کردند، اما جمعیت روستایی و طبقه پایین‌تر گلی‌زبان بودند که گاهی می‌توانستند به لاتین یا یونانی نیز صحبت کنند. تغییر زبان نهایی از گالی به لاتین عامیانه در میان جمعیت‌های روستایی و طبقه پایین بعدها زمانی که هم آن‌ها و هم حاکمان و نظامیان جدید فرانک، زبان لاتین عامیانه گالو-رومی نخبگان روشنفکر شهری را پذیرفتند، رخ داد.
زبان گلی احتمالاً تا سده ششم در فرانسه با وجود رومی‌شدن قابل توجه باقی ماند. گلی با همزیستی با لاتین، به شکل‌گیری لهجه‌های لاتین عامیانه کمک کرد که به فرانسوی توسعه یافتند؛ از جمله با کمک وام‌واژگان و گرته‌برداری‌ها (از جمله oui, به معنای «بله»)، تغییرات آوایی و تأثیر در صرف و نحو. مطالعات محاسباتی اخیر نشان می‌دهد که تغییر جنسیت در فرانسوی اولیه ممکن است با انگیزه تطابق با جنسیت واژگان همسو در زبان گلی صورت گرفته باشد.
تعداد تخمین زده‌شده‌ای از واژه‌های فرانسوی را که می‌توان به گلی نسبت داد، ۱۵۴ عدد عنوان شده‌است، در حالی که اگر گویش‌های غیر معیار نیز گنجانده شوند، این تعداد به ۲۴۰ افزایش می‌یابد وام‌واژه‌های شناخته‌شده گلی به سمت زمینه‌های معنایی خاصی مانند گیاهان (chêne, bille و غیره)، جانوران (mouton, cheval و غیره)، طبیعت (boue و غیره ) ، فعالیت‌های خانگی (مثلاً berceau)، کشاورزی و واحدهای اندازه‌گیری روستایی (arpent , lieue , borne , boisseau)، سلاح‌ها، و محصولات صادراتی به دیگر مناطق گرایش دارند. این توزیع معنایی به دهقانانی نسبت داده شده‌است که آخرین کسانی بودند که به گلی پایبند بودند.

## فرانسوی باستان

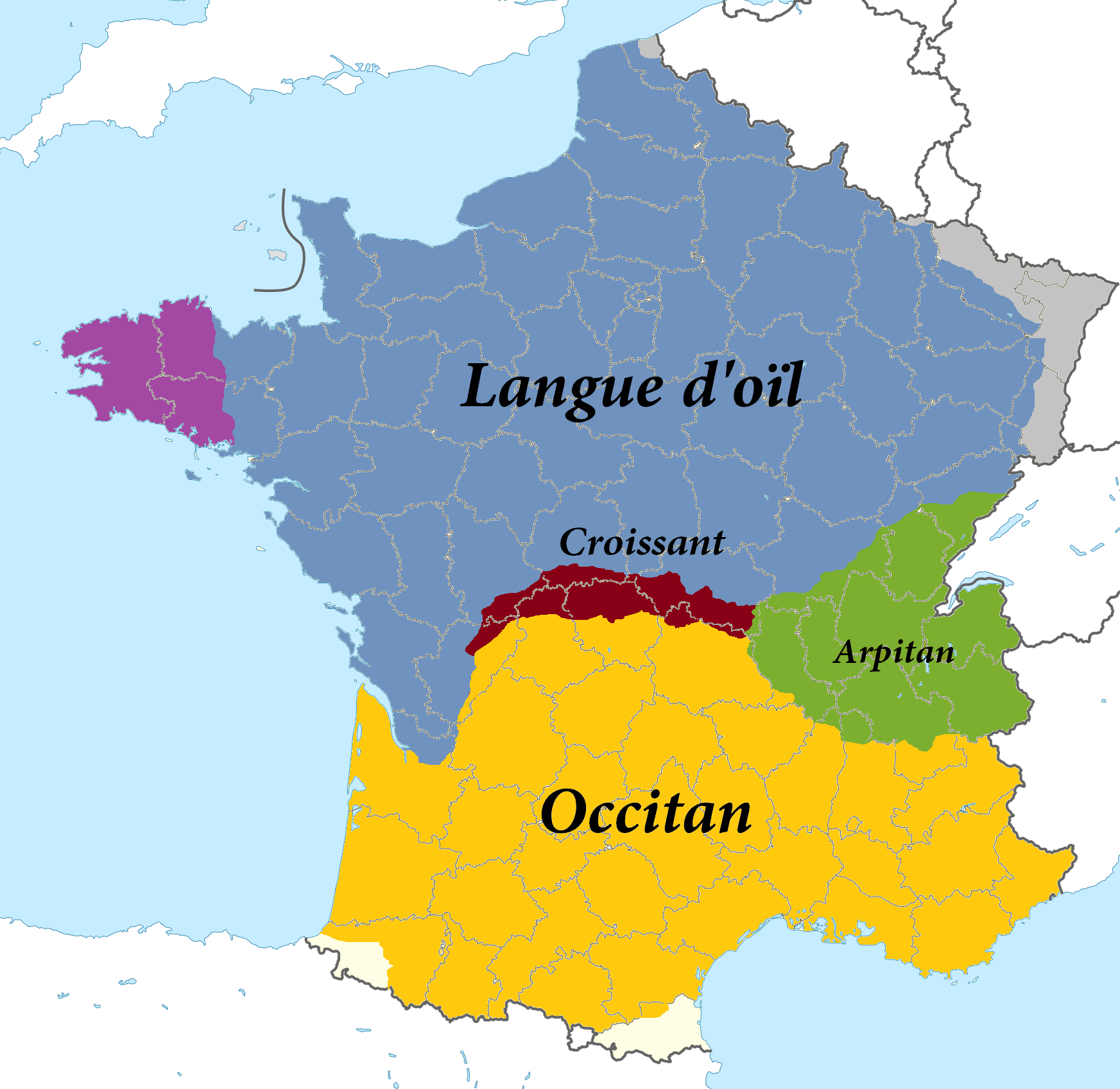
محدوده زبان‌های اوییل و اک

آغاز تاریخ زبان فرانسوی در گل تحت تأثیر تهاجمات ژرمن‌ها به این کشور بود. این تهاجمات بیشترین تأثیر را بر شمال کشور و زبان آنجا گذاشت. شکاف زبانی به تدریج در سراسر کشور شروع به رشد کرد. جمعیت شمال به زبان اوییل (langue d'oïl) صحبت می‌کردند در حالی که جمعیت جنوب به زبان اک (langue d'oc) صحبت می‌کردند. زبان اوییل به چیزی تبدیل شد که به فرانسوی باستان معروف است و زبان اک نیز سرانجام به اکسیتان امروزی تبدیل شد. دوره فرانسوی باستان از سده ۸ تا ۱۴ ادامه داشت. فرانسوی باستان ویژگی‌های بسیاری را با لاتین مشترک بود. برای نمونه، ترتیب واژگان در جمله فرانسوی باستان مانند لاتین بود. این دوره با تأثیر شدید از زبان ژرمنی فرانکی شناخته می‌شود، که حتی شامل نام خود زبان می‌شود.
فرانسوی باستان تا مراحل بعدی در کنار اکسیتان باستان، بازمانده‌ای از حالت دستوری اسمی باستانی لاتین را طولانی‌تر از سایر زبان‌های رومی حفظ می‌کرد (به استثنای رومانیایی که هم تمایز تمایز حروف کوچک را حفظ کرده‌است). واج‌شناسی با استرس هجایی شدید مشخص می‌شد که منجر به ظهور واکه‌های مرکب پیچیده مختلفی مانند -eau شد که بعداً به واکه منفرد تبدیل شدند.
نخستین شواهد مربوط به آنچه که فرانسوی باستان نامیده می‌شود را می‌توان در سوگندهای استراسبورگ و سرود سنت اولالی مشاهده کرد، در حالی که ادبیات فرانسوی باستان در سده یازدهم شروع به تولید آثار در موضوعات زندگی قدیسان (مانند Vie de Saint Alexis) یا جنگ‌ها و دربار، به ویژه سرود رولان، چرخه‌های حماسی با تمرکز بر شاه آرتور و دربار او و همچنین چرخه‌ای متمرکز بر ویلیام اورانژی، کرد.

## فرانسوی میانه
در فرانسوی باستان گویش‌های زیادی پدید آمدند، اما گویش فرانسی گویشی است که نه تنها در دوره فرانسوی میانه (سده ۱۴ تا ۱۷) ادامه یافت، بلکه رشد کرد. فرانسوی نوین از این گویش فرانسوی نشأت گرفته‌است. در دوره فرانسوی میانه از نظر دستوری انحراف اسم از میان رفت و دستور زبان شروع به استانداردسازی کرد. رابرت استین نخستین واژه‌نامه لاتین-فرانسوی را منتشر کرد که شامل اطلاعاتی در مورد آوا، ریشه‌شناسی و دستور زبان بود. از نظر سیاسی، فرمان ویله-کتره (۱۵۳۹) زبان فرانسوی را زبان قانون نامید.
آوردن واژه‌های تازه از زبان ادبی لاتین به فرانسوی در سدهٔ دوازدهم آغاز شد و در سدهٔ سیزدهم رو به افزایش نهاد. در سدهٔ چهاردهم خط مشی دقیقی برای گسترش زبان فرانسوی از راه وامگیری واژه‌های لاتینی در پیش گرفته شد. شارل پنجم فرانسه (پادشاه فرانسه از ۱۳۶۴ تا ۱۳۸۰) پشتیبان اهل علم و ادب بود و ایشان را به ترجمهٔ آثار کلاسیک برای کتابخانه خود ترغیب می‌کرد. مترجمان حتی زبردست‌ترین آن‌ها که نیکل اُرسم بود از فقر زبان فرانسوی آن هنگام می‌نالیدند. ارسم در این خصوص نمونهٔ جالبی را که در ترجمهٔ آثار ارسطو به آن برخورده است شاهد می‌آورد:
| « | از میان نمونه‌های بیشمار می‌توان قضیهٔ کلی «homo est animal» را مثال آورد. «homo» به معنای هر دو واژهٔ «مرد» و «زن» است که در زبان فرانسوی معادلی ندارد. از «animal» نیز معنای هر چیز صاحب روح و قوهٔ ادراک مستفاد می‌شود، اما در زبان فرانسوی واژه‌ای که مدلول دقیق این معنا باشد نمی‌توان یافت. | » |

برای رهایی از این تنگناهای زبانی بود که ارسم و دیگران بر آن شدند تا زبان فرانسوی را با وامگیری از واژگان لاتینی و یونانی توانمند سازند. ایشان این کار را به درستی و بدون زورآور کردن الگوهای دستوری زبان‌های مذکور به زبان فرانسوی انجام دادند یعنی برخلاف بعضی نویسندگان اسپانیایی مانند گونگورا که این کار را ناشیانه و با افراط انجام دادند و افزون بر واژگان، الگوهای دستوری یونانی و لاتینی را نیز که واقعاً نمی‌توان به آن‌ها رنگ و بوی بومی داد وارد زبان کردند امری که موجب کج‌روی زبان و اندیشه می‌شود.

## فرانسوی نوین
در سدهٔ شانزدهم میلادی انقلاب فرهنگی بزرگی در سراسر اروپا و به تبع آن در فرانسه رخ‌داد. از قدرت عظیم کلیساها کاسته شد و فرهنگ و هنر و صنعت شکوفا گردید. به این ترتیب بود که زبان لاتین کم‌کم از دستگاه رسمی حذف گردید. در سال ۱۵۳۹ پادشاه فرانسه که فرانسوای اول نام داشت، دستور داد که متون دادگاه‌ها به جای لاتین به زبان فرانسوی نگاشته شود. در همین ایام بود که کشیشی به نام ژان کالون برای اولین بار نوشته‌های مذهبی خود را از لاتین به فرانسوی ترجمه نمود. در سال ۱۵۴۹ مقاله بسیار مهمی با عنوان «در دفاع و اهمیت زبان فرانسوی و هر چه غنی‌تر کردن آن» توسط شاعر و منتقد معروفی به نام یواخیم دو بله نوشته شد. فرانسه در این دوران مانند سایر ملل اروپایی به دوران با عظمت یونان باستان نگاهی دوباره کرد و در نتیجه آن بود که کلمات بسیاری از فرهنگ قدیم یونان به فرانسوی وارد شد. همچنین واژه‌های فراوانی از ایتالیای پسارنسانس و حتی از عربی وام گرفته شده و به سرعت وارد فرانسوی می‌گردید.
هجوم روزافزون واژگان و تغییرات در دستور در سدهٔ هفدهم میلادی که سده بزرگ نام دارد، به اوج خود رسیده‌بود. در این دوران فرانسه، تحت فرمانروایی رهبران قدرتمندی مانند کاردینال ریشلیو و لوئی چهاردهم، از شکوفایی و برجستگی در میان کشورهای اروپایی برخوردار شد. ادبا و زبان‌شناسان به‌تدریج نگران تغییرات زبانی شده و به فکر افتادند تا زبان فرانسوی را قاعده‌مند کنند و از ایجاد هرج و مرج در ساختار آن جلوگیری نمایند. در پی همین فعالیت‌ها ریشلیو فرهنگستان فرانسه را برای حفاظت از زبان فرانسوی تأسیس کرد که تا امروز مرجع تصمیم‌گیرنده دربارهٔ صحت و دقت متون رسمی و ورود واژگان و عبارات جدید به فرهنگ لغت است. در اوایل دهه ۱۸۰۰، فرانسوی پاریس به زبان اصلی اشراف در فرانسه تبدیل شد.
در طول همان سده هفدهم، زبان فرانسوی به عنوان مهم‌ترین زبان دیپلماسی و روابط بین‌الملل (زبان میانجی) جایگزین لاتین شد. فرانسوی این نقش را تقریباً تا اواسط سده بیستم حفظ کرد، زمانی که پس از جنگ جهانی دوم، ایالات متحده به قدرت جهانی مسلط تبدیل و انگلیسی جایگزین آن شد. استنلی میسلر در لس آنجلس تایمز گفت که این واقعیت که پیمان ورسای به زبان انگلیسی و همچنین فرانسوی نوشته شده بود «اولین ضربه دیپلماتیک» به این زبان بود.

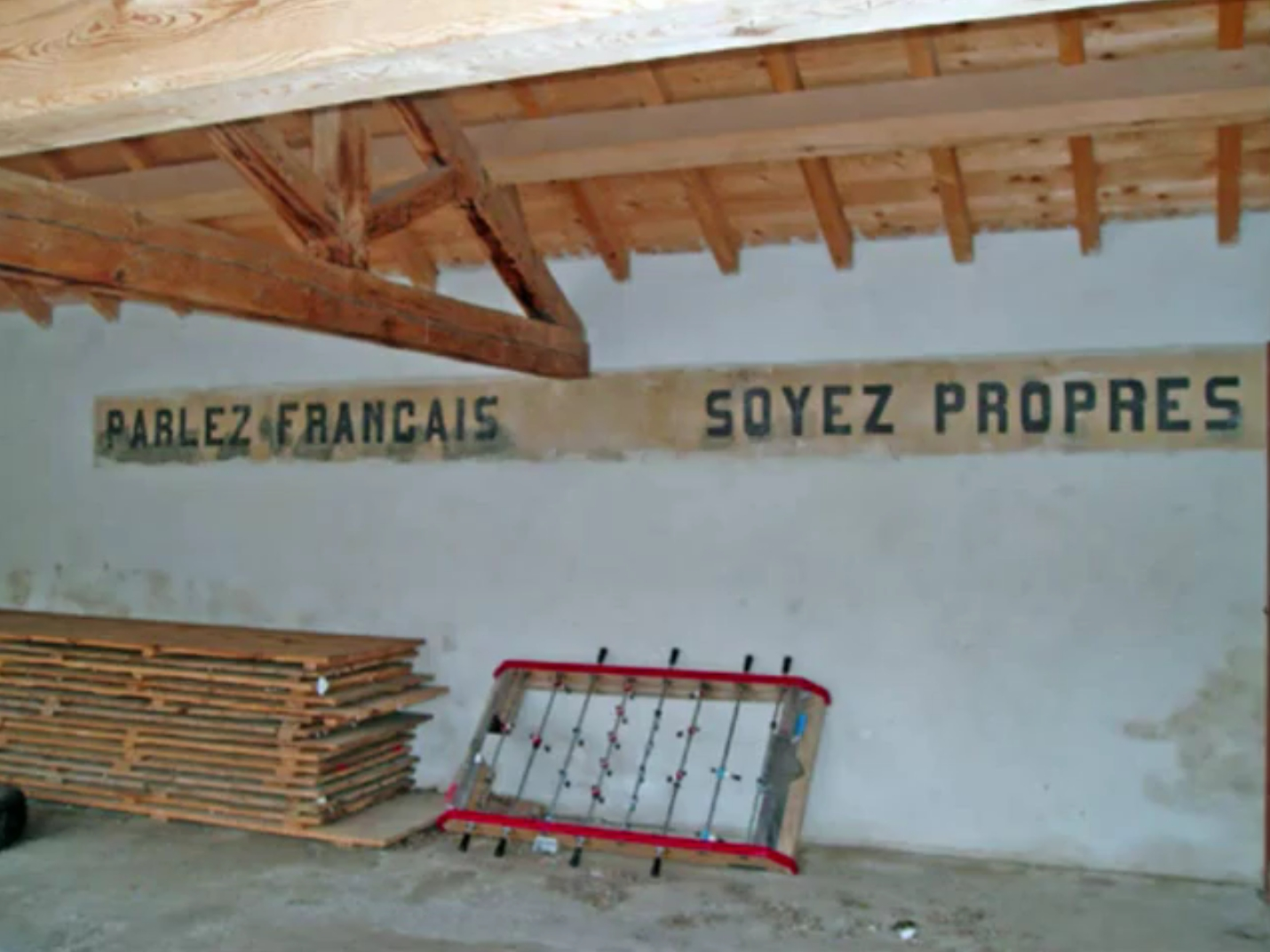
«به فرانسوی حرف بزن تا پاک شوی» که بر دیوار یک مدرسه در مناطق اکسیتان‌زبان جنوب فرانسه نوشته شده‌است؛ چنین شعارهایی یک جلوه معمولی از برغونیو هستند.

نزدیک به آغاز سده نوزدهم، دولت فرانسه شروع به دنبال کردن سیاست‌هایی با هدف نهایی از بین بردن بسیاری از اقلیت‌ها و زبان‌های منطقه‌ای فرانسه (پاتوا) کرد. این در سال ۱۷۹۴ با «گزارش در مورد ضرورت و ابزار نابود کردن پاتوا و سراسری کردن استفاده از زبان فرانسوی» اثر آنری گرگوار آغاز شد. زمانی که آموزش عمومی در فرانسه اجباری شد، فقط زبان فرانسوی تدریس می‌شد و استفاده از هر زبان دیگر (پاتوا) با مجازات همراه بود. اهداف مدارس دولتی به ویژه برای معلمان فرانسوی‌زبانی که برای آموزش دانش آموزان در مناطقی مانند اکسیتانیا و برتاین فرستاده شده بودند، روشن بود. دستورالعمل‌هایی که یک مقام فرانسوی به معلمان دپارتمان فینیستر، در برتاین غربی داده بود، شامل موارد زیر بود: «و به یاد داشته باشید، آقایان: به شما موقعیت داده شد تا زبان برتون را بکشید.» بخشدار پیرنه-آتلانتیک در سرزمین باسک فرانسه در سال ۱۸۴۶ نوشت: «مدارس ما در سرزمین باسک مخصوصاً برای جایگزینی زبان باسکی با فرانسوی ایجاد شده‌اند.» به دانش‌آموزان یاد داده شد که زبان اجدادی آن‌ها پست است و باید از آنها خجالت بکشند. این فرایند در منطقه اکسیتان‌زبان به عنوان برغونیو شناخته می‌شود.
می‌توان گفت که حفظ سیاست‌های بسته دربارهٔ دستور زبان و کلمات زبان فرانسوی باعث شده‌است که اولاً ساختار زبان فرانسوی از سده هفده تاکنون تغییرات چندانی نداشته باشد و دوم این‌که واژگان فرانسوی نسبت به انگلیسی بسیار کم‌حجم‌تر و ساختار و ترتیب کلمات در جمله‌های آن بسیار منظم‌تر از زبان‌های دیگر باشد.